# MTR CRH380A
항철공사 CRH380A(중국어: 香港高速動車組)는 홍콩의 항철공사에서 운영하는 고속열차로 광선강 고속철도 노선에 도입을 위해 생산된 고속철도 차량으로 2018년 9월 23일부터 운행에 들어갔다. 9편성이 제작되어 운행중에 있다. 전 열차가 MTR 소속이며 홍콩-광저우 구간만 운행한다.

## 개요
2012년 홍콩의 항철공사가 광선강 고속철도 노선에 열차를 도입하기 위해 CRRC 청두 시팡과 계약을 체결했다. 2013년 11월에 첫 편성이 조립이 완료되었다. 2014년 3월에 시범 운행에 들어갔다. 2016년 6월에 3편성이 최초로 열차 번호가 부여되었다. 2017년 6월에 광선강 고속철도 노선에 시범 운행을 시작했다. 이후 2018년 9월 23일에 푸탄-홍콩 구간이 개통하면서 중국 본토까지 고속열차를 타고 이동할 수 있게 되었다.

## 객차 구성
모델
- ZY : 퍼스트 클래스
- ZE : 세컨드 클래스
- ZEC : 세컨드 클래스 코치/식당차
- ZYS : 퍼스트 클래스 코치/비지니스 코치
- ZES : 세컨드 클래스/비지니스 코치

기호
- Z : 좌석
- Y/Yi : 퍼스트 클래스
- E/Er : 세컨드 클래스
- C/CA : 식당차
- S/SW： : 비지니스 좌석

| 호차                         | 1                             | 2             | 3             | 4             | 5                    | 6             | 7             | 8                             |
| 좌석                         | 퍼스트 클래스/비지니스 클래스 | 세컨드 클래스 | 세컨드 클래스 | 세컨드 클래스 | 세컨드 클래스/식당차 | 세컨드 클래스 | 세컨드 클래스 | 세컨드 클래스/비지니스 클래스 |
| 차량 번호 (항철공사 CRH380A) | CRH380A-025x ZY 025x01        | ZE 025x02     | ZE 025x03     | ZE 025x04     | ZE 025x05            | ZE 025x06     | ZE 025x07     | CRH380A-025x ZY 025x00        |
| 차량 구성                    | Tc                            | M             | Mp            | M             | Mp                   | M             | M             | Tc                            |
| 좌석                         | 5+28                          | 85/90         | 85/90         | 75/80         | 63/68                | 85/90         | 85/90         | 5+40/45                       |
| 차량 장치                    | 1호기                         | 1호기         | 1호기         | 2호기         | 2호기                | 3호기         | 3호기         | 3호기                         |

## 현황
| 소속             | 편성 | 차량 번호   | 운행 노선       | 비고           |
| ---------------- | ---- | ----------- | --------------- | -------------- |
| 항철공사 CRH380A |      |             |                 |                |
| 항철공사         | 9    | 0251 ~ 0259 | 광선강 고속철도 | 전 차량 운행중 |

## 같이 보기
- CRH380A
- CRH380B
- CRH380C
- CRH380D